# Telstar (singolo)
Telstar è una novelty dei Tornados del 1962, scritta e prodotto da Joe Meek e inserita nell'abum The Sounds of The Tornadoes (Decca Records, LKM 7558). Oltre ad essere il più grande successo della formazione inglese, Telstar fu il brano strumentale più venduto in assoluto e raggiunse il primo posto delle classifiche britanniche e statunitensi.

## Storia
Telstar prende il nome dall'omonimo satellite per le comunicazioni, che fu lanciato in orbita il 10 luglio 1962. Il brano, scritto da Joe Meek nel suo studio di Holloway Road, a Londra, si avvale di una tastiera clavioline (secondo altre fonti di un Jennings Univox) e presenta diversi suoni e rumori di sottofondo. Per simulare il suono di un razzo, Meek soffiò vicino a un microfono, ne modificò il suono con un delay e vi aggiunse il suono riprodotto in reverse di un water. Il lato "B" del singolo è occupato da Jungle Fever, scritta da Geoff Goddard.
Pochi mesi dopo, Meek produsse una versione di Telstar cantata da Kenny Hollywood e intitolata Magic Star. Il singolo contiene anche The Wonderful Story of Love, scritta da Goddard. La direzione musicale di entrambe le canzoni fu curata da Ivor Raymonde.
La canzone fu ri-registrata nel 1975 da quattro dei membri dei Tornados originali  (Cattini, LaVern, Burt e Bellamy) che si riunirono adottando l'alias The Original Tornados.

## Accoglienza
Il singolo dei Tornados si rivelò un grandissimo successo nel Regno Unito e negli USA. Rimase infatti nella UK Singles Chart per un totale di 25 settimane (cinque delle quali al numero 1) e in quelle americane per 16 settimane. Telstar fu anche il primissimo singolo di un gruppo britannico ad aver raggiunto la posizione numero uno negli Stati Uniti. Si stima che abbia venduto almeno cinque milioni di copie in tutto il mondo e che sia il brano strumentale di maggior successo commerciale in assoluto. Lo strumentale vinse anche un Ivor Novello Award.
Il cantante degli Ash Tim Wheeler dichiarò che fu "una delle prime canzoni pop influenzate dalla fantascienza (...) Per l'epoca era così futuristica e suona ancora piuttosto strana. Alla chitarra c'era George Bellamy, il padre di Matt (...) Te ne accorgi ascoltando i Muse. Knights of Cydonia è chiaramente un omaggio a suo padre."

## Accuse di plagio
Nel marzo del 1963, il compositore francese Jean Ledrut accusò Joe Meek di plagio asserendo che la melodia di Telstar fosse stata copiata da Le Marche d'Austerlitz, un brano di una colonna sonora che Ledrut aveva scritto per il film La battaglia di Austerlitz (1960). Ciò portò a una causa che impedì a Meek di ricevere royalty dal singolo durante la sua vita, e il problema non fu risolto a favore di Meek fino a tre settimane dopo il suo suicidio, avvenuto nel 1967. Dal momento che la pellicola non fu lanciata nel Regno Unito prima del 1965, è molto improbabile che Meek fosse a conoscenza del film.

## Cover
- Nel 1963, il lussemburghese Camillo Felgen registrò una versione cantata in tedesco del singolo dei Tornados intitolata Telstar (Irgendwann Erwacht Ein Neuer Tag). Il testo fu curato da Carl Ulrich Blecher.
- Nel 1965, Alberto Cortez incise una cover di Telstar dal titolo Telstar 'Mágica Estrella'.
- Nel 1972, gli Apollo 100, hanno inciso la cover del brano (singolo) (Mega, 615-0080), per l'album Master Pieces (Mega, M51-5005).
- Nel 1975, Piero Umiliani, adottando lo pseudonimo L'Ingegner Giovanni e famiglia, risuonò una cover del brano per sintetizzatore Moog.

## Formazione
- Clem Cattini – batteria
- Alan Caddy – chitarra solista
- Roger LaVern – tastiere
- George Bellamy – chitarra ritmica
- Heinz Burt – basso
- Joe Meek – produzione
- Geoff Goddard – tastiere

## Tracce
1. Telstar – 3:20
2. Jungle Fever – 2:15